# Lower Dens
Lower Dens é uma banda norte-americana da cidade de Baltimore, Maryland. A banda foi formada no ano de 2009 por Jana Hunter, compositora nascida no Texas e radicada em Baltimore.

## História
A banda surgiu no ano de 2009 quando a cantora e compositora Jana Hunter procurou uma banda de suporte para os seus próprios concertos, juntando-se a Will Adams, Geoff Graham e Abram Sanders. Os elementos começaram assim a compor as músicas da banda.
Em julho de 2010 os Lower Dens lançam o seu primeiro álbum Twin-Hand Movement, com a ajuda do produtor Chris Coady que já tinha trabalhado com nomes como TV on the Radio, Yeah Yeah Yeahs e Beach House. O álbum foi lançado pela Gnomonsong, a editora de Devendra Banhart, através da qual Jana Hunter tinha já lançado dois álbuns a solo.
A banda prepara o lançamento de um novo álbum, Nootropics, que deverá ser lançado no final de Abril de 2012. Este album será editado pela Ribbon Music.

## Discografia

### Álbuns de estúdio
- Twin-Hand Movement (2010)
- Nootropics (2012)
- Escape from Evil (2015)

### Oficiais
- Página oficial http://lowerdens.com/ Em falta ou vazio |título= (ajuda)
- Lower Dens no Myspace http://www.myspace.com/lowerdens Em falta ou vazio |título= (ajuda)
- Lower Dens Tumblr http://lowerdens.tumblr.com/ Em falta ou vazio |título= (ajuda)